# 10. Armee (Rote Armee)
Die 10. Armee (russisch 10-я армия) war ein Großverband der Roten Armee im Zweiten Weltkrieg, der im Mittelabschnitt der Ostfront eingesetzt wurde. Sie wurde zu Beginn des deutschen Unternehmens Barbarossa im Kessel von Białystok zerschlagen und im November 1941 neu aufgestellt. Während der Gegenoffensive bei Moskau führte die 10. Armee am linken Flügels der Westfront Kämpfe bei Kaluga, Belew und Kirow. Im April 1944 folgte die Auflösung, das Oberkommando wurde für die Aufstellung der 2. Weißrussischen Front herangezogen.

## Geschichte

### Erste Formation
Die 1. Formation der 10. Armee wurde Anfang 1939 im Sondermilitärbezirk von Belarus gegründet. Im September nahmen die Armeetruppen an der Invasion der Roten Armee in Ostpolen teil. Die Mobilisierung war in der zweiten Septemberhälfte abgeschlossen, die 10. Armee wurde erst ab 19. September als zweite Staffel der Weißrussischen Front (Armeegeneral M. P. Kowalew) zwischen Nowogrodok und Gorodischche an der vorderen Front eingesetzt. Die Armee bestand aus dem 11. Schützenkorps (6., 33. und 121. Schützendivision) und stieß zu der mit der Wehrmacht ausgemachten Demarkationslinie zwischen dem Njemen und der Uscha vor.
Im Sommer 1941 befand sich die 10. Armee als Teil der Westfront (Armeegeneral D. G. Pawlow) im Bialystoker Frontvorsprung. Zu Beginn des Vaterländischen Krieges umfasste die Armee etwa 14 Divisionen, davon 6 Schützen-, 4 Panzer-, 2 motorisierte und 2 Kavallerie-Divisionen. Somit war die 10. Armee zu dieser Zeit die stärkste an der Westfront.
Armeegliederung am 22. Juni 1941
- 64. und 66. Befestigter Raum

1. Schützenkorps, Generalmajor Fjodor Dmitrijewitsch Rubtzow
- 2., 8. und 155. Schützendivision

5. Schützenkorps, Generalmajor Alexander Wassiljewitsch Garnow
- 13., 86. und 113. Schützendivision

6. Mechanisiertes Korps, Generalmajor Michail Georgjewitsch Chatzkilewitsch
- 4. und 7. Panzerdivision, 29. motorisierte Division

13. Mechanisiertes Korps, Generalmajor Pjotr Nikolajewitsch Achljustin
- 25. und 31. Panzerdivision, 208. motorisierte Division

6. Kosaken-Kavalleriekorps, Generalmajor Iwan Semjonowitsch Nikitin
- 6. und 36. Kavalleriedivision

Der am 22. Juni erfolgte Angriff der deutschen 9. Armee (VIII., V. und VI. A.K.) bedrängte die 10. Armee im Raum Bialystok an der ganzen Front. Aufgrund des Scheiterns des Gegenangriffs der Kavallerie-mechanischen Gruppe I. W. Boldin (6. mechanisierte Korps und 6. Kavalleriekorps) im Raum Grodno begann verspätet am 25. Juni um 20:00 Uhr der Rückzug aus dem Frontvorsprung von Bialystok. Bis zum 27. Juni waren der Armeetruppen von deutschen Truppen abgeschnitten. Am 28. Juni besetzten deutschen Truppen Wolkowysk, dadurch wurde der Kessel in zwei Teile gespalten. Im westlichen Teil des Kessels, nahe Bialystok, befand sich die Masse der 10. Armee. Im östlichen Teil des Kessels bis nach Nowogrodek befanden sich die Truppen der 3. und 13. Armee.
Die Fluchtwege der 3. und 10. Armee waren abgeschnitten, die wenigen Truppen, die sich aus dem Frontvorsprung retten konnten, wurden neuerlich in neuen kleinen Kesseln zwischen Bolschaja Berestowitza, Wolkowysk, Mosty, Slonim und Ruschany eingeschlossen. Am 30. Juni wurde beim Versuch, die Rollbahn Baranowitschi-Minsk zu überqueren, das Hauptquartier der 10. Armee zerschlagen. Der Oberbefehlshaber Golubew und der Chef der Artillerie, Generalmajor M. M. Barsukow, konnten als Teil der sich früh absetzenden 86. NKWD-Grenz-Division entkommen. Die wenigen Truppen, die sich aus dem Kessel retten konnten, wurden den Resten der 4. Armee übertragen.

### Zweite und Dritte Formation
Eine neue Formation der 10. Armee wurde am 1. Oktober 1941 unter direkter Unterordnung der Stawka gebildet. Als Befehlshaber der Armee wurde Generalleutnant Michail Jefremow gehandelt.
Aufgrund der angespannten Lage wurde die Formation aber nicht abgeschlossen und bereits am 17. Oktober wieder aufgelöst, die Truppen auf andere Militäreinheiten verlegt.
Die Dritte Formation der 10. Armee wurde dann am 1. November 1941 im Militärbezirk Wolga auf Grundlage der Anweisung des Oberkommandos vom 21. Oktober in der Region Sysran aufgestellt. Das Armeehauptquartier war zunächst in Kusnezk und dann in Schilowo (Rjasan) stationiert. Generalleutnant Filipp Iwanowitsch Golikow wurde Oberbefehlshaber der Armee, Korpskommissar T. L. Nikolajew und S. K. Koschewnikow waren Mitglieder des Militärrates, Generalmajor K. S. Kolganow war der Stellvertreter. Als Stabschef fungierte Generalmajor N. S. Drenow, der Mitte Dezember durch Oberst S. I. Ljubarski abgelöst wurde. Außerdem wurde der Armee zwei Schützenbrigaden aus dem Militärbezirk Ural zugeführt.
Die Armee bestand zunächst aus 7 Reserve-Schützendivision:
- 322. Schützendivision, Oberst Pjotr Isajewitsch Filimonow bei Rybnoje,
- 323. Schützendivision, Oberst Iwan Alexejewitsch Gartzew bei Petrowsk,
- 324. Schützendivision, Generalmajor Nikolai Iwanowitsch Kirjuchin bei Pensa,
- 325. Schützendivision, Oberst Nikolai Boleslavowitsch Ibjanski,
- 326. Schützendivision, Oberst Wladimir Semjonowitsch Andrejew bei Schilowo,
- 328. Schützendivision, Oberst Pjotr Antonowitsch Jeremin bei Turlatowo,
- 330. Schützendivision, Oberst Gawriil Dmitrijewitsch Sokolow bei Sysran.

Zusätzlich wurden Reserve-Kavalleriedivisionen in die Armee aufgenommen:
- 75. Kavalleriedivision, Oberst Wassili Alexejewitsch Koninski bei Kanino, nordöstlich von Rjaschsk
- 57. Kavalleriedivision, Oberst Iwan Iljitsch Murow noch bei Rjasan.

Darüber hinaus schlossen sich zwei Einheiten der Armee an, welche aus dem Kessel von Wjasma entkommen waren: die 239. Schützendivision (Oberst Gaik Oganesowitsch Martirosjan) und die 41. Kavallerie-Brigade (Brig.kom. Pjotr Michailowitsch Dawydow), die mehr als 50 Prozent ihres Personals und fast alle schweren Waffen verloren hatten.
Zunächst befand sich die 10. Armee in der Reserve des Hauptquartiers des Obersten Kommandos, dann nahm sie als Teil der Westfront an der Schlacht um Moskau teil und war zunächst im Raum Djatkowo eingesetzt. Der südliche Flügel der Westfront, bestehend aus der 49., 50., 10. Armee und der Kavalleriegruppe Below, operierte auf einer 310 Kilometer breiten Front zwischen Serpuchow bis Tschernawa und hatte die Aufgabe, die deutsche 2. Panzerarmee im Raum östlich von Tula und Stalinogorsk (Nowomoskowsk) zurückzudrängen und in Richtung Kaluga und Suchinitschi vorzustoßen. Guderians Panzerarmee sollte durch Vorstöße zwischen Tula und Sacharowski (etwa 120–130 Kilometer) und von Kaschira nach Skopin (etwa 150 Kilometer) abgeschnitten werden. Bei dieser Aufgabe hatte die 10. Armee zwei Operationen durchzuführen: Am 6. Dezember sollte sie an der Linie Zaraisk, Sacharowskoje, Pronsk, Skopin in die Offensive gehen und den Hauptschlag in Richtung Michailow führen, um die Region von Stalinogorsk, Uslowaja und Jepifan zu erobern. Als Ziel sollte der Zugang zur Autobahn und zur Eisenbahnlinie in den Abschnitten Tula, Plawsk und dem Fluss Plawa erzwungen und die deutsche Verteidigung an der Eisenbahnlinie Uslowaja-Paweletz und entlang des Flusses Pronja überwunden werden.
Die 10. Armee hatte eine vorteilhafte Flankenstellung, um ihren Angriff aus dem Raum Sacharowskoje, Pronsk, Staroschilowo gegen die ausgedehnte, rechte Flanke der 2. Panzerarmee zu führen. Der Hauptschlag sollte auf Stalinogorsk geführt werden. Am 6. Dezember um 20 Uhr nahmen die Divisionen ihre Ausgangsposition an der Linie Lobanowski-Wyselki-Iskantsy ein. Gegenüber hatte die Wehrmacht drei Panzerdivisionen (3., 4. und 17.), drei motorisierte (10., 25. und 29.), zwei Infanteriedivisionen (112., 167.) und das motorisiertes Regiment Großdeutschland zur Abwehr in der Front, als Reserve die 18. Panzerdivision und drei Infanteriedivisionen – 31., 131. und 296. ID. im Einsatz. Die 3. und 4. Panzerdivision wurden frühzeitig aus dem Raum Rewjakino auf die Linie von Kurakowo, Uslowaja, Dedilowo, die 29. motorisierte Division aus Serebrjanje Prudy und Wenev nach Süden zurückgenommen.
Die Offensive der 10. Armee begann in der Nacht des 6. Dezember mit einem gemeinsamen Angriff der Einheiten der 328. Schützendivision (Oberst P. A. Jeremin) und der 330. Schützendivision in Richtung auf Michailow. Vom Morgen des 7. Dezember bis zum Morgen des 8. Dezember durchbrach die 10. Armee die deutsche Verteidigung an der Linie Serebrjanje Prudy, Michailow, Gagarin, Kremlewo und rückte zwischen 45 und 55 Kilometer vor. Am 7. Dezember verpasste die 323. Schützendivision die Gelegenheit, den Rückzug der 10. motorisierten Division von Michailow nach Jepifan für einen Angriff zu nutzen. Die 328. Schützendivision trat bei Gremyacheje zwar in die Schlacht ein, war aber schlecht organisiert und hatte sofort erhebliche Verluste.
Am 9. Dezember befreite das 1. Garde-Kavalleriekorps von P. A. Below zusammen mit der 9. Panzerbrigade und Teilen der 322. und 173. Schützendivision Wenew und drang am 10. Dezember in Stalinogorsk ein. Weil die nördlich davon operierende 50. Armee durch frühere Abwehrkämpfe geschwächt war und das deutsche XXIV. Armeekorps (mot.) erbitterten Widerstand leistete, waren Einheiten der 10. Armee nicht in der Lage, die Rückzugswege der 2. Panzerarmee rechtzeitig abzuschneiden. Am 11. Dezember folgten Kämpfe um Jepifan und Stalinogorsk, wo die Deutschen erbitterten Widerstand leisteten. Erst am 12. und am Morgen des 13. Dezember war die deutsche Verteidigung am oberen Don vollständig durchbrochen.
Ab 14. Dezember schlossen sich auch die Streitkräfte des linken Flügels der 49. Armee (Generalleutnant I. G. Sacharkin) nach der Ankunft von vier frischen Schützenbrigaden (19., 26., 30. und 34.) der Gegenoffensive an. Neben diesen Formationen wurde auch die 133. Schützendivision zur 49. Armee versetzt, die Stadt Alexin wurde freigekämpft und nördlich von Tarusa Brückenköpfe am linken Ufer des Flusses Oka und in der Nähe von Alexin gebildet. Die 50. Armee kam nicht voran, das deutsche Kommando konnte die Region Shchekino bis zum 17. Dezember halten und dadurch verhindern, dass sowjetische Truppen die Rollbahn Tula-Orjol frühzeitig erreichten, dadurch konnten sie sich rechtzeitig auf die Linie nordöstlich von Shchekino, Uslowaja, Lomowka nach Südwesten absetzen.
Am 19. Dezember erreichte die 10. Armee, nachdem sie sich in einer Entfernung von etwa 85 Kilometern vom Don entfernt und die deutsche Verteidigung bei Uslowaja, Bogoroditsk, Levinka und am Fluss Upa aufgerollt hatte, den Fluss Plawa. Die 328. Schützendivision kam zu spät zum Angriff auf Michailow; die Stadt Plawsk fiel nach hartnäckigen Kämpfen am 19. und 20. Dezember in die Hände der 10. Armee. Der Besitz diesen Punktes war wichtig, weil sich an den Flanken der Angriffszone der 50. und 10. Armee operativ wichtige deutsche Verteidigungsknoten in Kaluga und Belew befanden. Bis zur Befreiung dieser Städte bereitete das Vordringen über die Oka sowohl für die südlichen Formationen der Westfront wie auch für die benachbarte 61. Armee der Südwestfront noch erhebliche Schwierigkeiten.
Der 10. Armee war es gelungen, beidseitig Suchinitschi durchzubrechen und die Stadt einzuschließen. Die 324. Schützendivision (Generalmajor N. I. Kirjuchin) blockierte die Stadt, die Versorgung der „Kampfgruppe Gilsa“ erfolgte über eine Luftbrücke. Aufgrund von Mangel an Kräften für die breite Front konnte das Oberkommando der 10. Armee nicht weiter vorrücken und musste sich auf die Blockade von Suchinitschi zu beschränken, ohne die Stadt selbst anzugreifen. Vom 21. bis 31. Dezember rückte die 10. Armee in einem engen und straßenlosen Raum kaum 20 Kilometer vor und erreichte die Linie Odojew-Arsenjewo. Die Schlacht um Belew (Beljow) entbrannte an der linken Flanke der 10. Armee, an der rechten Flanke überquerte Belows Kavalleriegruppe mit 5 Kavalleriedivisionen, die Oka östlich von Koselsk. Koselsk wurde nach kurzem Kampf genommen, Belows Korps entfernte sich darauf aus dem Frontkommando der 10. Armee, wandte sich direkt nach Norden bis Babynino, um von dort nach Juchnow zu stoßen, um die Fluchtwege des nördlichen Flügels der 2. Panzerarmee bei Kaluga abzuschneiden.
Hinter Belows Kavallerie drangen zwei an der rechten Flanke stehende Divisionen der 10. Armee, die 324. und 329. SD., in das Gebiet von Koselsk ein. Am rechten Flügel erreichte und überquerte die 50. Armee die Oka, um Kaluga und Belew mussten harte Kämpfe geführt werden. Hinter den Böschungen und eisigen Hängen entlang der Ufer der Oka nahmen die 322., 328. SD. an den Kämpfen um Belew teil, die 330. SD. sowie die Artillerie-Regimenter blieben noch in der zweiten Staffel der 10. Armee. Links rückte die 342. Schützendivision der 61. Armee vor, am 28. Dezember überquerte die 323. SD. die Oka bei Snychowo und folgte auf Koselsk nach.
1942
Die 323. SD. besetzte am 9. Januar Ljudinowo, der Vormarsch der 10. Armee war überall von Kämpfen begleitet. Der Vormarsch der 50. und 10. Armee von der Oka nach Westen auf Kaluga und Belew, zwang das deutsche Oberkommando frische Infanteriedivisionen (216., 208., 211. Infanteriedivision) aus Frankreich an die Ostfront zu verlegen.
Hartnäckigen Widerstand leisteten deutsche Kräfte auch bei Mossalsk und Duminitschi. Von Koselsk bis Suchinitschi rückten die 324. und 239. Schützendivision in erbitterten Kämpfen gegen starke Vorhutabteilungen der deutschen 216. Infanteriedivision vor. In der Schlacht um Meschowsk war es bei der 213. Schützendivision notwendig, den Gegenangriff der 216. Infanteriedivision abzuwehren. Die 322. Schützendivision trat im Raum Zikejewo mit der frisch herangekommenen 208. Infanteriedivision in den Kampf.
Der Aufenthalt der 49. Armee war nach dem deutschen Rückzug für den 15. Januar im Raum Pogoreloje vorgesehen. Um im Bereich der Bahnstationen Tschipljaewo und Sanosnaja umgruppiert zu werden, wurde beschlossen eine Frontreserve zu schaffen: 12. Garde-Schützendivision (Generalmajor F. A. Sijazow), 146., 336., 344. Panzerbrigade und 33. Artillerieregiment, die in der Region Suchinitschi, Meschtschowsk, Mossalsk konzentriert wurde.
Der Gegenangriff des deutschen XXXX. Armeekorps mot. entwickelte sich in zwei Richtungen – zwischen Ljudinowo und Schisdra nach Suchinitschi und auf beiden Seiten der Eisenbahnstrecke Brjansk-Suchinitschi. Auf der ersten dieser Richtungen operierten 50–80-Panzer der 18. und 4. Panzerdivision. Der Feind begann seine Aktionen am 10. und 11. Januar, rückte gegen Einheiten der 322. Division vor und befreite seine Garnison in dieser Siedlung (die ungefähr bis zu einem verstärkten Regiment zählte) von der 208. Infanteriedivision, nachdem er sie aus Zikejevo vertrieben hatte.
Die Stoßtruppen des linken Flügels der Westfront (50., 49., 43., 33. Armee und das 1. Garde-Kavalleriekorps) erhielten Bewegungsfreiheit in Richtung Wjasma, um von Südosten tief in den Rücken der deutschen 4. Armee zu gelangen, die noch fest an der Linie Medyn, Schelkanow, Juchnow verteidigte. Nördlich der 10. Armee sollte die 43. Armee Myatlewo spätestens am 16. Januar erobern; die 49. Armee soll das Gebiet von Pogoreloje bis 15. Januar erreichen; der 50. Armee wurde bis zum 17. Januar die Einnahme von Juchnow aufgetragen. Dann, vom 15. bis 17. Januar, führte das deutsche XXXX. Armeekorps Gegenangriffe auf die 323. Schützendivision durch und eroberte Ljudinowo zurück.
Der Gegenangriff der deutschen 216.I.D. erreichte die Schaffung eines schmalen, nur zwei Kilometer breiten Durchgangs von Popkow nach Suchinitschi. Die Kämpfe der 10. Armee gegen das deutsche XXXX. und XXXXIII. Armeekorps dauerten bis zum 29. Januar, dem Tag, an dem Suchinitschi von der Roten Armee genommen wurde. Am südlichen Flügel wurde die 10. Armee durch die Heranführung der 16. Armee entlastet, die aus dem Moskauer Raum nach Suchinitschi umgruppiert wurde und die 323. Schützendivision aus dem eigenen Frontbereich überstellt erhielt.
Insgesamt rückte die 10. Armee während ihrer Offensive vom 6. Dezember bis Ende Januar bis zu 350 Kilometer vor. Die Befreiung der Städte Mosalsk, Kirow, Ljudinowo und die Einkreisung von Zikejewo bei Schisdra waren die Höhepunkte der Offensive der 10. Armee. In dieser Zeit wurden 57 Panzer, 31 Flugzeuge, bis zu 300 Geschütze, 500 Maschinengewehre zerstört oder erbeutet und bis zu 500 Gefangene eingebracht.
Im Frühjahr 1942 waren die neuen Stellungen der 10. Armee (239., 325., 326., 330. und 385. Schützendivision) etwa in einem nach Westen vorgeschobenen Frontbogen zwischen der Narutsch (Region Kirow) und Tschipljaewo (östlich von Spas-Demensk) fest etabliert.
1943 und 1944
Die neue Stellungsfront blieb bis August 1943 in der Region Kirow nahezu unverändert.
Von August bis Oktober 1943 nahm die 10. Armee an der Smolensker Operation teil. Später, als Teil der 1. Weißrussischen Front, verteidigte sie bis zum Frühjahr 1944 die neue Frontlinie am Fluss Pronja. Am 23. April 1944 wurde die 10. Armee aufgrund der Weisung des Oberkommandos vom 19. April 1944 aufgelöst. Auf der Grundlage des Heereshauptquartiers wurde die Feldverwaltung der 2. Weißrussischen Front geschaffen und die Armeetruppen wurden der 49. Armee übertragen.

## Führung
Oberbefehlshaber
- Generalmajor Iwan Grigorjewitsch Sacharkin (September/Oktober – 1939)
- Generalmajor Alexander Nichiparowitsch Tschernikow (Oktober 1939 – Juli 1940)
- Generalleutnant Wladimir Sacharowitsch Romanowski (Juli 1940 – März 1941)
- Generalmajor Konstantin Dmitrijewitsch Golubew (18. März 1941 – 5. Juli 1941)
- Generalleutnant Filipp Iwanowitsch Golikow (25. Oktober 1941 – Januar 1942)
- Generalleutnant Wassili Stepanowitsch Popow (Januar 1942 – 10. April 1944)
- Generalleutnant Wassili Dmitrijewitsch Krjutschonkin (10. – 23. April 1944)

Stabschefs
- Generalmajor Pjotr Iwanowitsch Ljapin (Juli 1940 – 1. August 1941)
- Generalmajor Iwan Iwanowitsch Iwanow (30. September 1941 – 17. Oktober 1941)
- Generalmajor Nikolai Sergejewitsch Dronow (25. Oktober 1941 – 13. Dezember 1941)
- Generalmajor Stepan Iwanowitsch Ljubarski (13. Dezember 1941 – 23. April 1944)

Mitglieder des Militärrates
- Divisionskommissar Dmitri Georgjewitsch Dubrowski (9. September 1939 – 23. Juli 1941)
- Korpskommissar Generalmajor Timofei Leontjewitsch Nikolajew (22. Oktober 1941 – 20. Januar 1943)
- Generalmajor Danil Awdejewitsch Karpenkow (21. Januar 1943 – 18. April 1944)